# Lenguas kwomtari
Las lenguas kwomtari son una pequeña familia lingüística de lenguas papúes habladas en Papúa Nueva Guinea.

## Clasificación
La familia kwomntai consiste en dos ramas, una formada por el guriaso bastante diferente del resto de lenguas y la rama kwomtari-nai:
- Familia kwomtari
  - Guriaso
  - Subfamilia kwomtari–nai  (Kwomtari nuclear)
    - Kwomtari
    - Nai (biaka)

Ha existido cierta confusión sobre la clasificación de la subfamilia kwomtari, debido a que a un desalineamiento en la publicación de los datos usados para clasificación original.

### Kwomtari-Fas
Las lenguas kwomtari se clasifican frecuentemente como parte de una familia más amplia que incluye también a las lenguas fas (a veces llamadas lenguas baibai), la llamada familia kwomtari-fas (kwomtari-baibai), esta última familia se ha denominado con cierta frecuencia se ha denominado simplemente "kwomtari" en la literatura; sin embargo, Baron no vee ninguna evidencia de que las similitudes superficiales se deban a un parentesco. Véase lenguas kwomtari-fas para más detalles.

## Descripción lingüística
El guriaso comparte un número pequeño de cognados con la rama kwomtari-nai. Sin embargo, la evidencia parece convincente una vez identificada una correspondencia regular entre /ɾ~l/ y /n/ (derivados ambos de *ɾ):
| GLOSA                            | Guriaso       | Kwomtari       |
| -------------------------------- | ------------- | -------------- |
| Sufijos verbales (1pl, 2pl, 3pl) | -nɔ, -mɛ, -no | -ɾe, -mo, -ɾe* |
| perro                            | map           | mau            |
| oreja                            | mətɛnu        | futɛne         |
| cocodrilo                        | mɔməni        | maməle         |
| pequeño                          | tɔkəno        | tɔkweɾo        |
| nariz                            | apədu         | tipu**         |
* Compárense los sufijos del biaka -ɾo, -mo, -na.
** Metátesis de /p/ y /t/.

### Comparación léxica
Los numerales en diferentes lenguas kwomtari:
| GLOSA | Kwomtari    | Nai (Biaka) | PROTO- KWOMTARI |
| ----- | ----------- | ----------- | --------------- |
| '1'   | ˈmʷɐmɔɭɛ    | maime       | *ma-            |
| '2'   | ˈɐrɛ        | areme       | *are-           |
| '3'   | ˈmʷɐᵑgiβɛ   | magʊfe      | *maguβe         |
| '4'   | ˈjɛrɪɸurutu | amitai      |                 |
| '5'   | ˈjɐriɭutu   | yaritʊ      | *yaritu         |
| '6'   | tiˈɐɭutu    | kruitʊ      |                 |
| '7'   | 6+1         | fritaritɔ   |                 |
| '8'   | 6+2         | amekarʊtɔ   |                 |
| '9'   | 6+3         | poaiomuitɔ  |                 |
| '10'  | 5+5         | abatitɔ     |                 |